# Straszewo (województwo pomorskie)
Straszewo (niem. Straszewo, w latach 1933-1945 Dietrichsdorf) – wieś w Polsce położona w województwie pomorskim, w powiecie kwidzyńskim, w gminie Ryjewo.
Wieś królewska położona była w II połowie XVI wieku w województwie malborskim. W latach 1945–1954 roku miejscowość była siedzibą gminy Straszewo. W latach 1975–1998 miejscowość administracyjnie należała do województwa elbląskiego.

## Historia
W 1920 roku podczas przegranego przez Polaków plebiscytu na Powiślu miejscowa ludność opowiedziała się w 60,63% za Polską. Mimo opcji propolskiej mieszkańców, wieś pozostała na obszarze Niemiec. W okresie międzywojennym Straszewo stanowiło silny ośrodek polskości.
W Straszewie urodził się ksiądz Władysław Demski, ofiara nazistowskich Niemiec, beatyfikowany w 1999.

## Zabytki
Według rejestru zabytków NID na listę zabytków wpisany jest kościół parafialny pw. św. Katarzyny, 1647, 1867, nr rej.: A-1054 z 30.05.1984.
Jest to jednonawowy kościół murowany z połowy XVII w. z wieżą powstałą w 1819.